# 우민 정책
우민 정책(愚民政策, 영어: policy of governing ignorant masses)은 지배자층이 기득권의 지위나 권력을 강화·안정시키기 위하여 정치에 대한 피지배자층의 판단력을 없애는 정책이다. 사회나 생활에 대한 대중의 불안을 경마·도박·스포츠 등의 오락과 기타 자극적인 매체에 쏠리게 하는 정책 및 정치적 무관심의 상층으로부터의 양성은 현대의 우민 정책이라고 말할 수 있다. '3S 정책'과 이 정책의 원조격인 '3F 정책'은 대표적인 우민 정책이다.

## ‘우민화’에 대한 비판
고대 그리스의 철학자 플라톤은 저서 『국가』(Politeia)에서 민주주의 정치의 중우성(衆愚性)을 논하였다. 사회가 우민화로 계속 나아갈 경우 민주 정치가 성립하게 되는데, 이는 보편적인 법칙을 기준으로 삼지 않으며, 각자의 변덕스러운 성격과 특성이 기준이 되는 정치이다. 『국가』에 따르면, 민주 정치는 필연적으로 개인의 이기심과 무지함을 자극하는 선동가가 이끄는 참주 정치로 타락한다.

## 연구
각 국가의 학제·연구 수준과 대졸 이상 학력 소지자의 비중 등으로 우민화의 정도를 평가하는 사례가 있으나, 이는 일반적인 연구가 아니다. 학제·연구 수준과 대졸 이상 학력 소지자 비중이 높다고 하더라도 그것이 특수한 계층에 한정된 것이거나, 각 교육 기관의 교육 수준 평준화가 이루어지지 않은 상태라면 이는 오히려 우민화의 예에 해당한다. 황색 언론을 통한 대중 세뇌 및 기타 유흥, 오락을 통한 대중 성향의 쏠림화 정도 등을 지표로 하여 우민 정책, 우민화의 사례를 연구하는 것이 일반적이다. 우민 정책은 표면적인 의미에서 정치적 지배자의 대중 억압이 합법적이지 않으며, 정치적 자유가 보장되는 성격을 갖춘 자본주의 국가에서 상수로 작용하는 것이라고 지적하는 학자도 다수 존재한다.

## 사례
- 고대 그리스 지역에서 행해진 올림픽 경기.
- 고대 로마의 올림픽과 콜로세움.
- 과학 서적, 철학(플라톤주의 학파·스토아 학파·피타고라스 학파 등) 서적에 대한 중세 유럽의 분서(焚書) 정책.
- 일본 에도 막부의 농민교육금지령 실시 및 바둑 대중화, 유곽 증설, 지역 축제 조장.
- 1850년대 미국 남부 지역의 대대적인 교육 예산 삭감을 통한 공교육 후퇴 정책.
- 1860년대 미국에서 실시된 야구 스포츠 육성 정책.
- 1890년대 미국 언론사 사주인 윌리엄 랜돌프 허스트와 《뉴욕 저널》 사이의 과도한 선정주의(煽情主義) 언론 경쟁 행위. 이 시기 미국 내 대중은 언론의 선정성 보도문과 전쟁 찬양에 선동됐는데, 이로부터 옐로우 저널리즘(Yellow journalism)이라는 용어가 생겨났다.[1]
- 1925년 미국에서 발생한 스콥스 재판.
- 제2차 세계 대전 종전 후 연합군 최고사령부(GHQ)가 일본 내에서 실시한 각종 유흥 정책(이것은 ‘일본 3S 정책’으로 불리며, 기타 오락 및 성매매를 조장한 것으로 유명하다).[2]
- 포르투갈 파시스트 정부가 실시한 3F 정책.
- 1970년대 일본에서 실시된 편차 제도 및 주입식 교육.[3]
- 대한민국 제5공화국 시기에 실시된 3S 정책.
- 2012년 대한민국에서 발생한 교과서 진화론 삭제 사건.
- 공공도서관 확충 예산안 삭감, 중앙도서관 및 자료센터 이용의 복잡화, 자료 열람 시설의 특정 지역 집중화

## 같이 보기
- 미국화
- 미주 (尾註)
- 세로쓰기
- 자본주의
  - 신자유주의
- 중우정치